# Fileter
Fileter (grčki: Φιλέταιρος, Philétairos, oko 343. pr. Kr. – 263. pr. Kr.) bio je helenistički maloazijski vladar, poznat kao osnivač Atalidske dinastije u Pergamu.

## Životopis
Rođen je u Tieiju (grčki: Tieion), gradiću na crnomorskoj obali Anadolije, između Bitinije na zapadu i Paflagonije na istoku. Otac mu se zvao Atal (grčki: Attalos) a majka Boa mu je rodom bila Paflagonjanka.
Fileter je na vlast došao tako što je sudjelovao u Ratovima dijadoha, odnosno nasljednika Aleksandra Velikog. Prvo je služio Antigona I. Monoftalmosa, a poslije bitke kod Ipsa i Antigonove pogibije je služio Lizimaha koji ga je imenovao nadzornikom riznice u Pergamu. U Pergamu je Lizimah čuvao bogatstvo od oko devet tisuća talenata u srebru.
Fileter je služio Lizimaha sve do 282. pr. Kr. kada je pao u nemilost vjerojatno zbog intriga kraljice Arsinoje, Lizimahove treće supruge. Fileter je stavio na raspolaganje važnu utvrdu Pergam i blago riznice Seleuku I. Nikatoru. Seleuka je porazio i ubio Lizimaha 281.g. pr. Kr. u bitci kod Korupedija. Nekoliko mjeseci kasnije Seleuka pogiba u bitci kod Lizimahije, a porazio ga je Ptolomej Keraun, čija je sestra Arsinoja
Iako nominalno pod kontrolom dinastije Seleukovića, a posebno nakon smrti Seleuke, Fileter je imao značajnu autonomiju, te je uspio povećati bogatstvo i utjecaj izvan Pergama. Postoje brojni zapisi o Fileteru kao dobročinitelju susjednih gradova. Pomagao je novcem, hranom i vojskom borbu grada Kizika protiv Gala. Tijekom četrdesetogodišnje vladavine izgradio je akropolu Pergama, hram Demetre, hram Atene, svoju prvu palaču i ojačao utvrdu grada.
Fileter je bio eunuh, i kao takav nije mogao imati djece. Zato je posvojio svog nećaka Eumena, koji ga je naslijedio na mjestu pergamskog kralja.